# Nacellidae
Famille
Nacellidae est une famille de gastéropodes vivant dans la zone Indo-pacifique et en Antarctique. Les spécimens de la super-famille des Nacelloidea se reconnaissent à leur coquille aux contours irréguliers dont l'intérieur est souvent brillant et irisé tandis que leur taille peut varier de 25 à 90 mm. 

## Historique
La famille des Nacellidae est décrite en 1891 par le malacologiste allemand Johannes Thiele (1860-1935).

## Description
La famille des Nacellidae est la seule famille à l'intérieur de la super-famille des Nacelloidea, qui est un nom non accepté et remplacé par Patelloidea. 

## Liste des genres
- genre Nacella Schuhmacher, 1817 
  - sous genre Patinigera Dall, 1905
- genre Cellana H. Adams, 1869

## Galerie

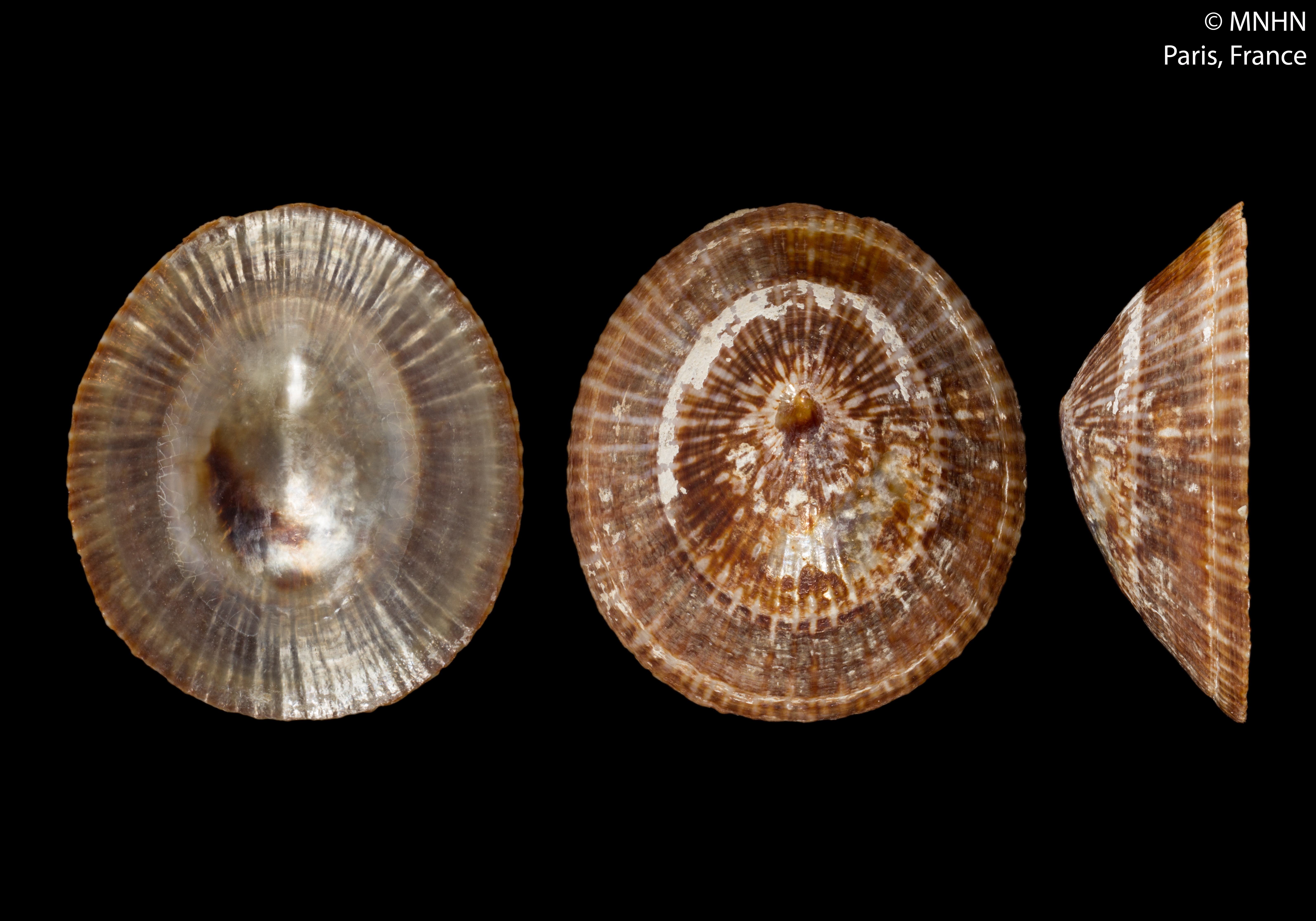
Nacella clypeater
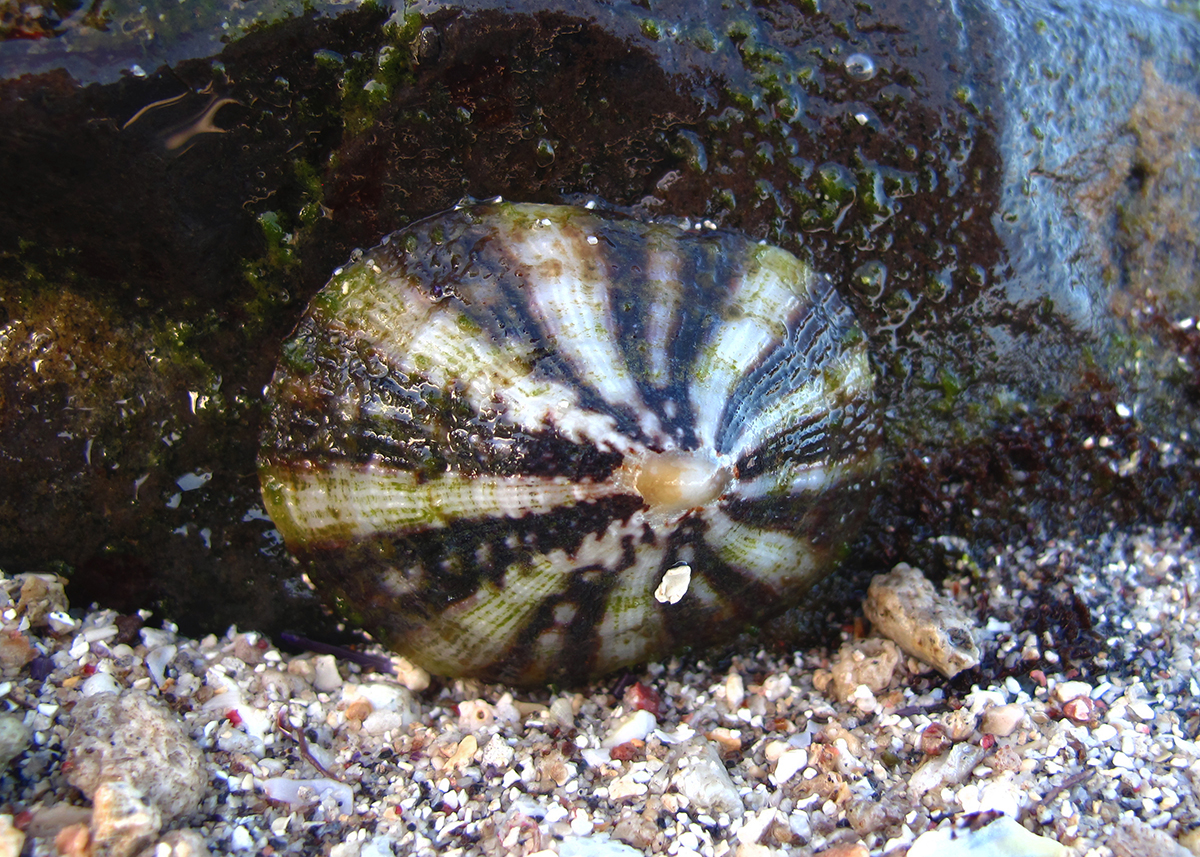
Cellana livescens
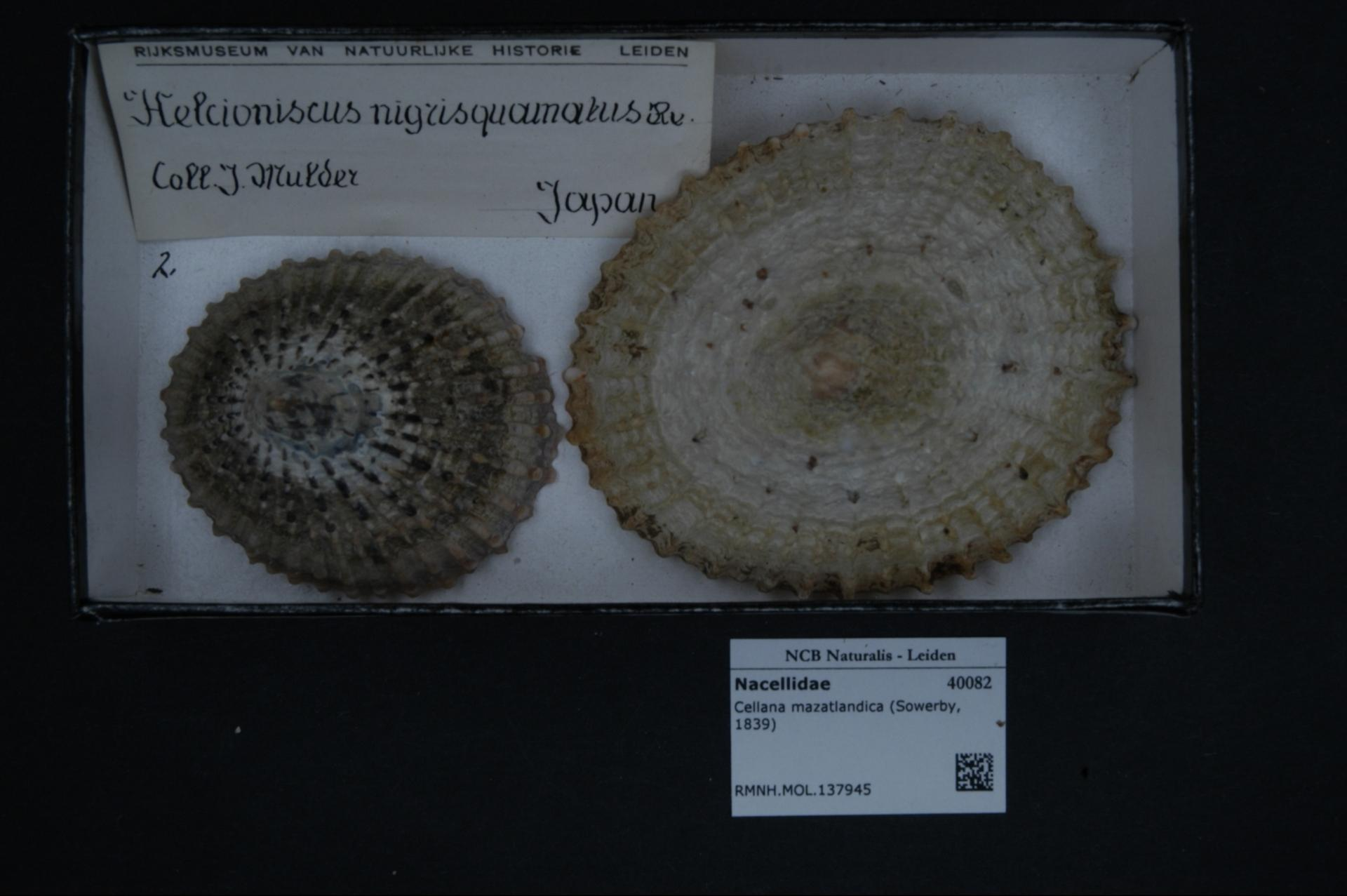
Cellana mazatlandica